# كلاودينهو (لاعب كرة قدم مواليد 1981)
كلاودينهو هو لاعب كرة قدم برازيلي في مركز الوسط، ولد في 25 سبتمبر 1981 في البرازيل. لعب مع Persijap Jepara ‏.

## وصلات خارجية
- كلاودينهو (لاعب كرة قدم مواليد 1981) على موقع قاعدة بيانات كرة القدم.إي يو (الإنجليزية)
- كلاودينهو (لاعب كرة قدم مواليد 1981) على موقع Soccerway.com (الإنجليزية)